# Morti nel 2011
| Questa pagina contiene informazioni ricavate automaticamente dalle voci biografiche con l'ausilio del template Bio e di un bot. L'aggiornamento è periodico e automatico e ricostruisce completamente la pagina. Se manca una persona in questa lista, sei pregato di non aggiungerla, ma accertati piuttosto che la sua voce biografica contenga il template Bio e che i dati anagrafici siano correttamente compilati. Se il template Bio manca, inseriscilo tu stesso o, in alternativa, metti l'avviso {{tmp\|Bio}} che ne segnala la mancanza. Se i dati riportati sono sbagliati, correggi direttamente la voce biografica; le modifiche saranno visibili in questa lista entro pochi giorni. Per chiarimenti vedi il progetto biografie. La lista contiene solo le 1.996 persone che sono citate nell'enciclopedia e per le quali è stato implementato correttamente il template Bio. Pagina aggiornata al 10 ago 2025. |

## Senza giorno specificato(32)
- Abu Sulayman al-Naser, militare e terrorista iracheno
- Ryōichi Aikawa, allenatore di calcio giapponese (n. 1946)
- Abdel Rahman Amin, pallanuotista egiziano (n. 1941)
- Piero Becchetti, storico italiano (n. 1922)
- Diego Birelli, grafico, fotografo e pittore italiano (n. 1934)
- Corneliu Călugăreanu, cestista romeno (n. 1930)
- Basilio Chalkidiotis Triantafyllou, pittore greco (n. 1939)
- Delia Corleto, cantante italiana (n. 1944)
- Walter Del Frate, pittore, grafico e pubblicitario italiano (n. 1926)
- Stefan Dimitrov, sollevatore bulgaro (n. 1957)
- Gündüz Erkan, cestista turco
- Ferdinando Forlay, architetto italiano (n. 1921)
- Giuseppe Giorgino, calciatore italiano (n. 1925)
- Joyce Harrington, scrittrice statunitense (n. 1931)
- Maria Jermanis, cestista italiana (n. 1919)
- Bill Livingstone, calciatore scozzese (n. 1929)
- Eric Morris, calciatore gallese (n. 1940)
- Ralph O'Donnell, calciatore inglese (n. 1931)
- László Orosz, cestista ungherese (n. 1971)
- Frank Ostrowski, programmatore tedesco (n. 1960)
- Paris Dupree, artista statunitense (n. 1950)
- Tiziano Piccagliani, pittore, scultore e poeta italiano (n. 1913)
- Nino Reggiani, progettista italiano (n. 1923)
- Generoso Romano, pittore e critico d'arte italiano (n. 1924)
- Bana Sailani, nuotatore filippino (n. 1937)
- Adimaro Sala, regista, sceneggiatore e montatore italiano
- Paolo Serraino, mafioso italiano (n. 1942)
- Jack Shaw, calciatore inglese (n. 1924)
- Erio Sughi, poeta e traduttore italiano (n. 1936)
- Carlos Torres, astronomo cileno (n. 1929)
- Pierluigi Zerbinati, comico, imitatore e cabarettista italiano (n. 1937)
- Vitalij Šlykov, agente segreto e politico russo (n. 1934)